# 具荣俭
具荣俭（韓語：구영검，？—1356年），原名具贞（韓語：구정），是高丽王朝官员，本贯绫城具氏。

## 生平
具荣俭家住忠清道沔州（今韩国忠清南道唐津市沔川面），性格强狠，喜好经商。在朝中官至典理判书。曾经因私仇坏人庐舍而受杖刑。
1354年6月（元至正十四年、高丽恭愍王三年六月）随柳濯等人参加高丽助元朝征伐张士诚的军队，并受封沔城君。
1356年（元至正十六年、高丽恭愍王五年）与成安府院君元颢、左使韩可贵等一起被以“不从国令，纵容奇辙一党”的罪名下狱，后因判事金成等人矫诏，被下令斩首并抄家
。恭愍王得知后，意欲阻止不成，具荣俭遂被杀。
具荣俭死后被允许由家属收尸埋葬，并发还家产。

## 家庭
具荣俭先娶安珪之女安氏，后娶金子章之女金氏，再娶宰臣赵硕坚遗孀张氏。共生四子五女。
四子分别为：具伟、具兴（两人为安氏生）、具僖、具义（两人为金氏生）。

## 外部連結
- 人物信息
- 高丽史